# Lac Correntoso
Le Lac Correntoso, en Argentine, est un lac andin d'origine glaciaire situé au sud-ouest de la province de Neuquén, dans le département de Los Lagos.

## Situation

Carte du parc national Nahuel Huapi.

Il se trouve au sein du parc national Nahuel Huapi et appartient au groupe de lacs de la Route des Sept Lacs. Il est bordé au sud par la ville de Villa La Angostura.
On y accède par la route nationale 234 qui relie les environs de Villa La Angostura avec la route nationale 40, quelque 30 km à l'est de la ville de Junín de los Andes.

## Description
Les eaux du lac Correntoso ont une belle couleur vert-bleutée. Sa surface est de plus ou moins 27 km². Il est entouré d'une chaîne montagneuse d'une beauté spectaculaire, notamment par le 
Cerro Belvedere.
La température de l'eau y est plus élevée que dans le lac voisin Nahuel Huapi.
Le lac est en grande partie alimenté par l'émissaire du lac Espejo,le río Ruca Malén.

## Émissaire
Le lac Correntoso fait partie du bassin du río Limay, donc de celui du río Negro. Il alimente de ses eaux le lac Nahuel Huapi par l'intermédiaire du très court río Correntoso, au niveau de Villa La Angostura.

## Galerie

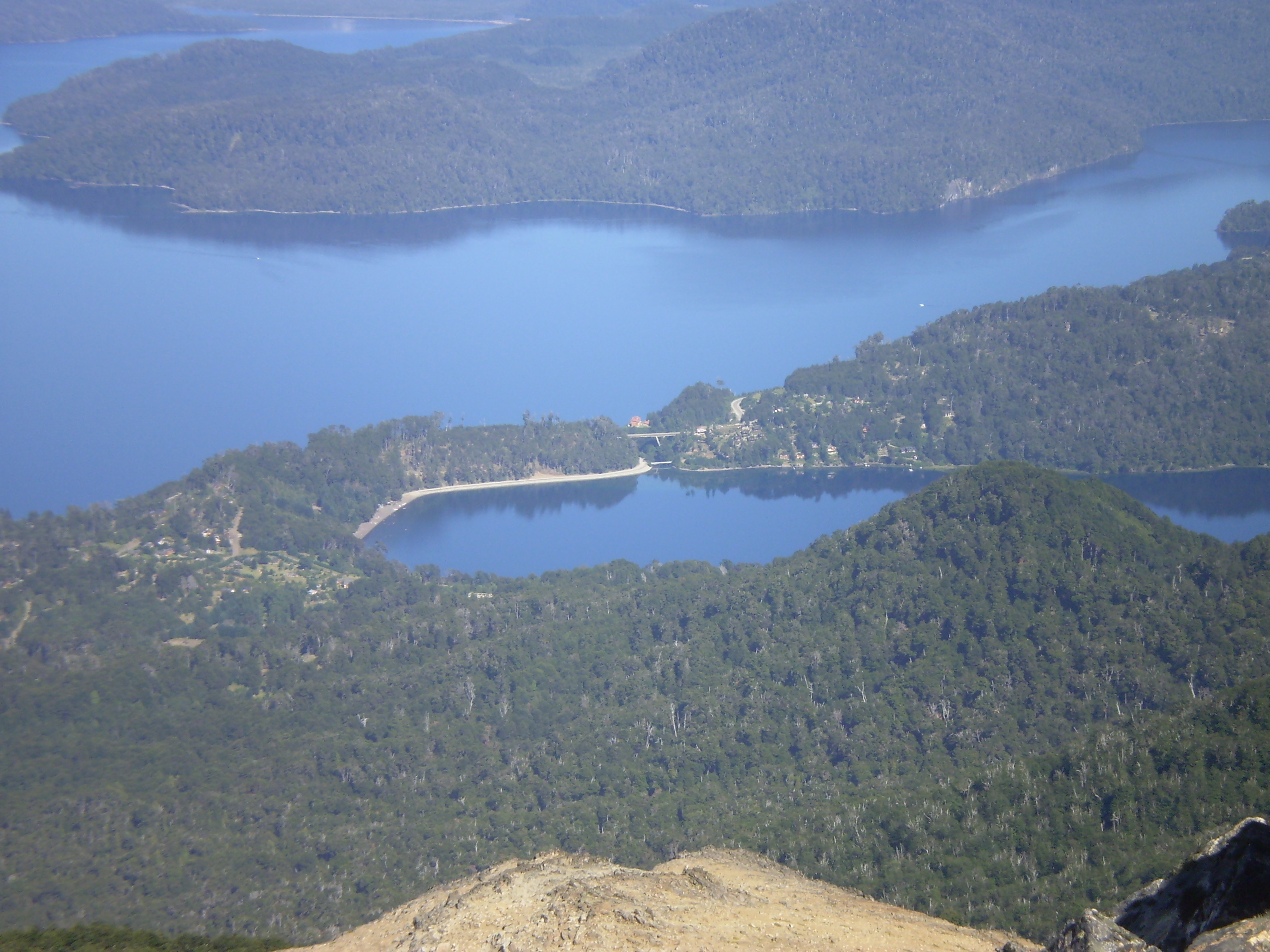
Vue du lac Correntoso (à l'avant) et du lac Nahuel Huapi (à l'arrière) depuis le Cerro Bayo.
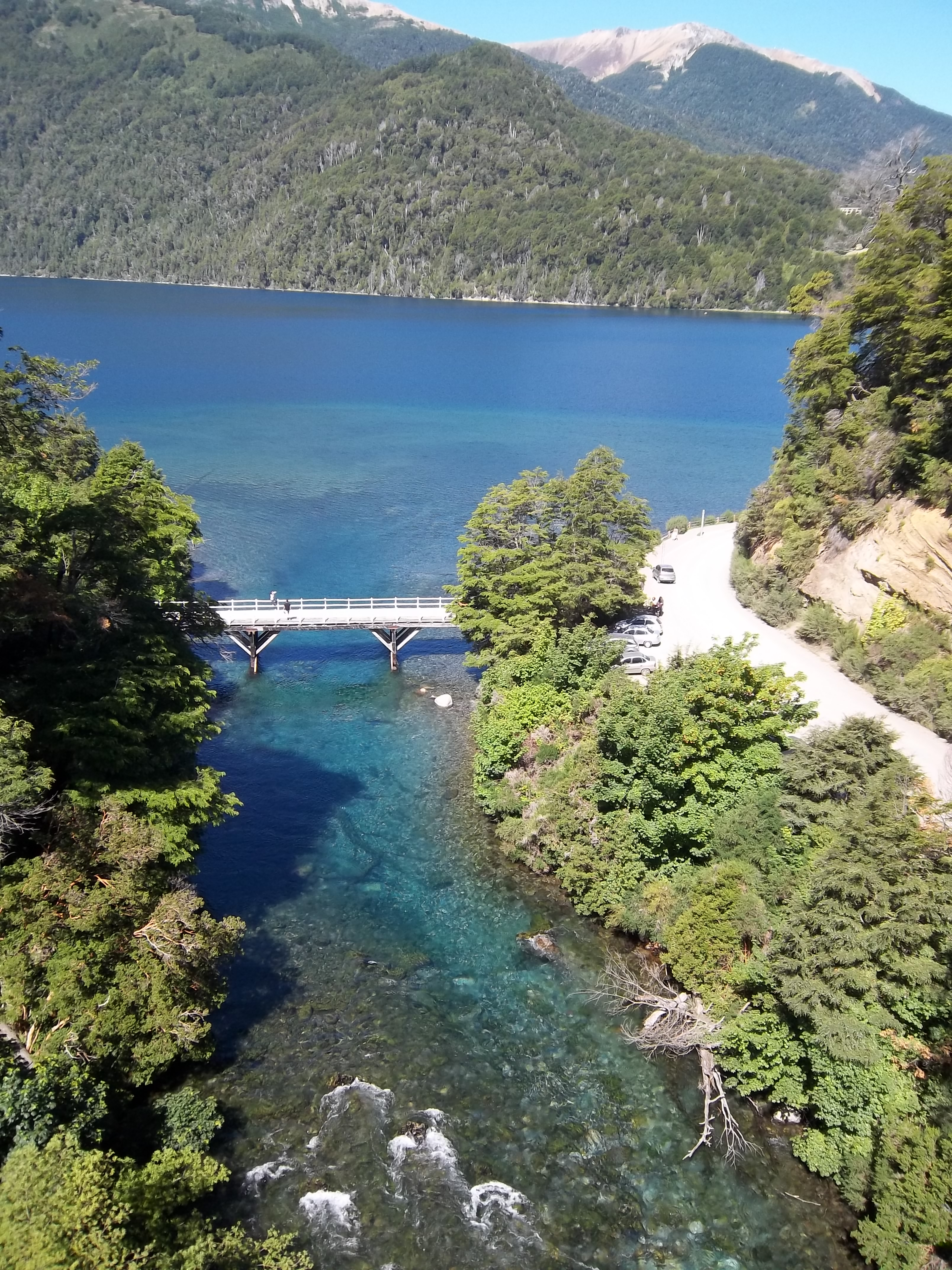
Le Río Correntoso et le Lac Correntoso.
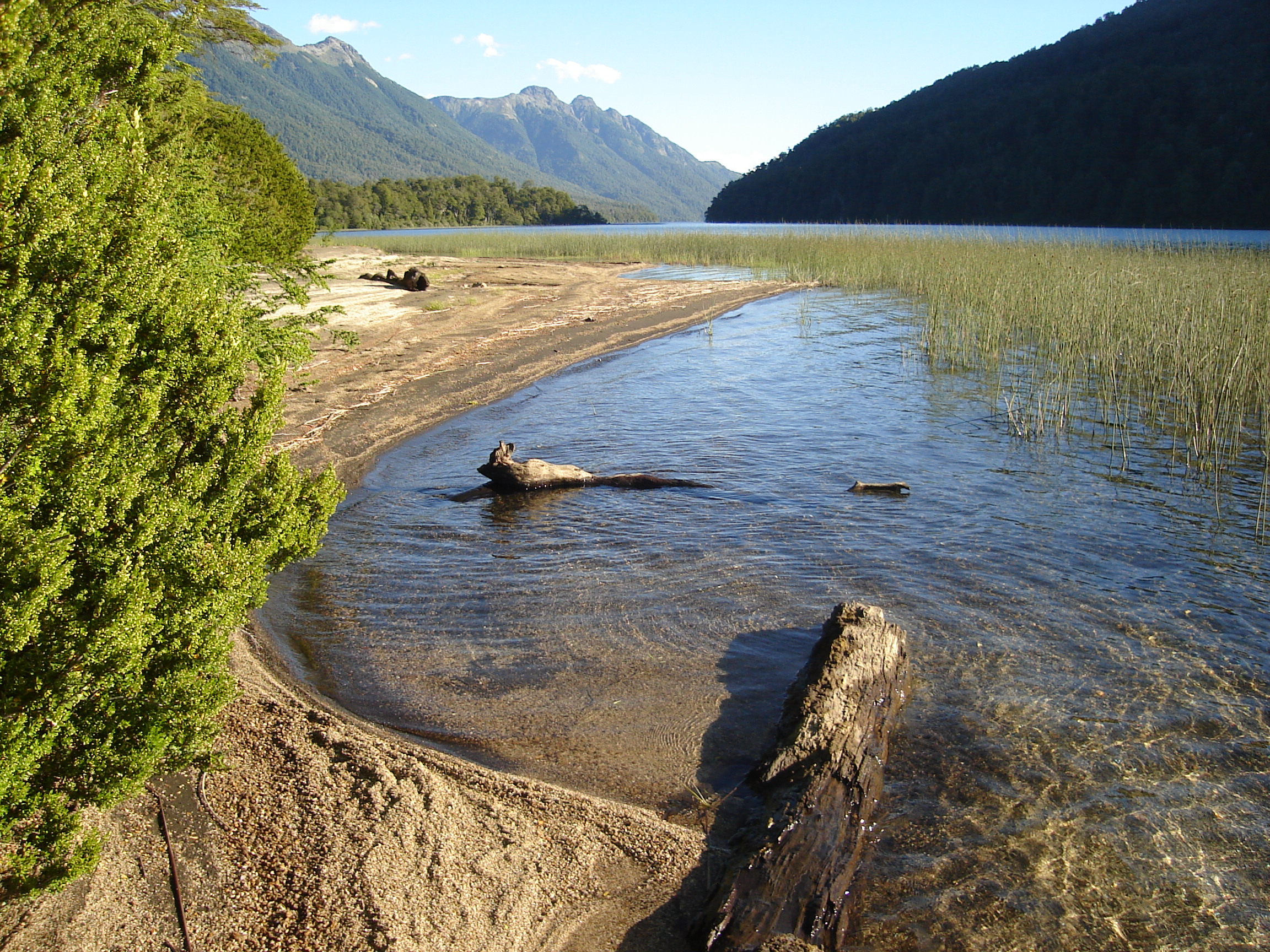
Plage sur le lac Correntoso.